# Sierra Leone’s Refugee All Stars
Sierra Leone’s Refugee All Stars, auch kurz Refugee All Stars, ist eine Band aus Sierra Leone, die 1970 von Flüchtlingen in Guinea gegründet wurde. Sie kombiniert traditionelle afrikanische Musik mit karibischem Reggae.

## Geschichte
Reuben Koroma, seine Frau Grace und Francis (Franco) Lamgba lernten sich in einem Flüchtlingslager in Guinea kennen, nachdem sie vor dem Bürgerkrieg in Sierra Leone geflohen waren. Gemeinsam begannen sie, Musik zu machen, zunächst zur Unterhaltung der anderen Flüchtlinge. Von einer Hilfsorganisation wurden sie mit Instrumenten ausgestattet und entwickelten sich zu einer zunehmend professionellen Band. Nach dem Ende des Bürgerkrieges im Jahr 2002 reiste die inzwischen sechsköpfige Gruppe mit Unterstützung des UNHCR in ihre Heimatstadt Freetown zurück, wo sich ihr die verbliebenen Mitglieder von Reuben Koromas früherer Band anschlossen. Der UNHCR ermöglichte ihnen die Aufnahme ihres ersten Albums Living Like A Refugee. In den hauptsächlich von Reuben Koroma in verschiedenen Sprachen, darunter Englisch und Krio, verfassten Texten verarbeiten sie häufig ihre Erlebnisse als Flüchtlinge.
Der preisgekrönte Dokumentarfilm der Musiker und Filmemacher Banker White und Zach Niles, die die Band 2002 in Guinea kennenlernten und sie bei ihrer Rückkehr nach Sierra Leone begleiteten, trug erheblich zur internationalen Bekanntheit der Gruppe bei.
Die Sierra Leone’s Refugee All Stars sind auf dem Soundtrack des Kinofilms Blood Diamond mit dem Lied Ankala vertreten. Gemeinsam mit der US-amerikanischen Rock-Band Aerosmith nahmen sie eine Version des John-Lennon-Songs Give Peace a Chance auf, die 2007 auf dem von Amnesty International herausgegebenen Sampler Make Some Noise – The Amnesty International Campaign to Save Darfur veröffentlicht wurde.

## Diskographie
- 2004: Living Like A Refugee
- 2010: Rise & Shine
- 2012: Radio Salone
- 2014: Libation
- 2019: The Long Road, gemeinsam mit u. a. Robert Plant